# خط شرق لندن
خط شرق لندن (انگلیسی: East London Line) یکی از خط‌های متروی زمینی لندن است.
این خط در سال ۱۸۶۹ افتتاح شده و دارای ۲۳ ایستگاه می‌باشد.

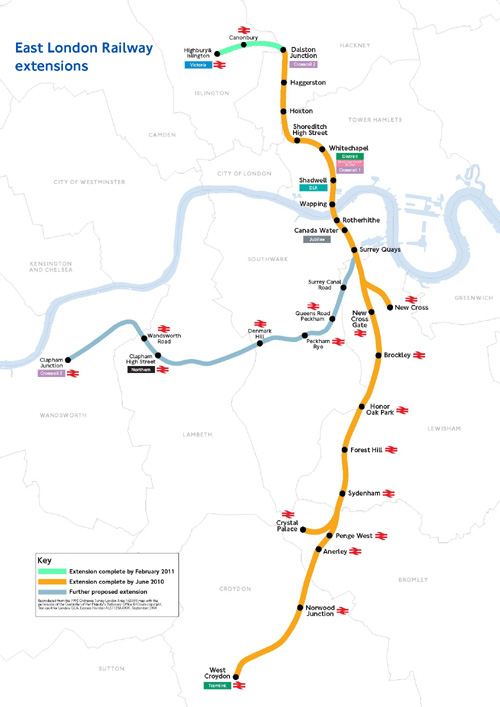
نقشه خط شرق لندن

## نگارخانه

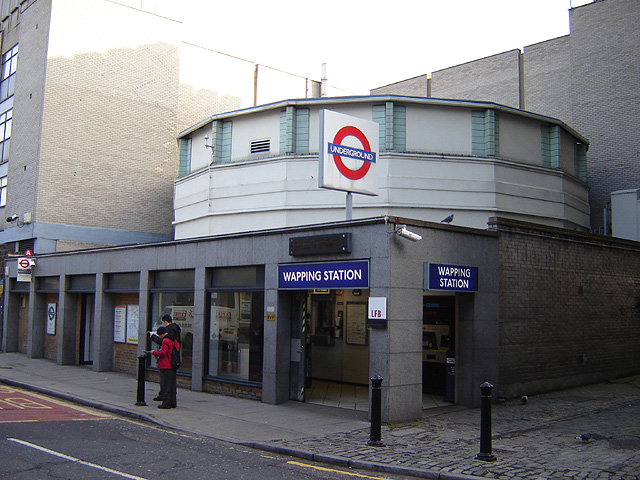
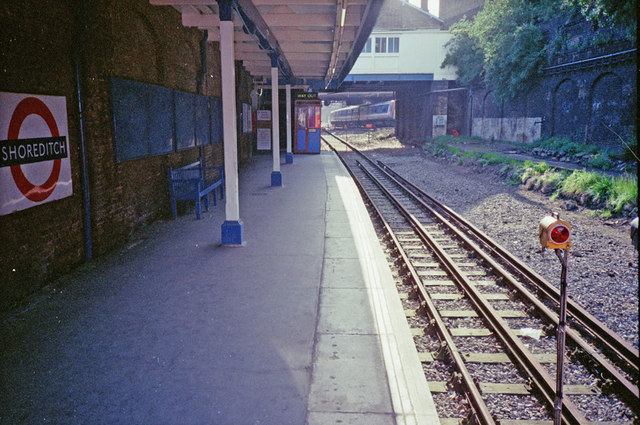
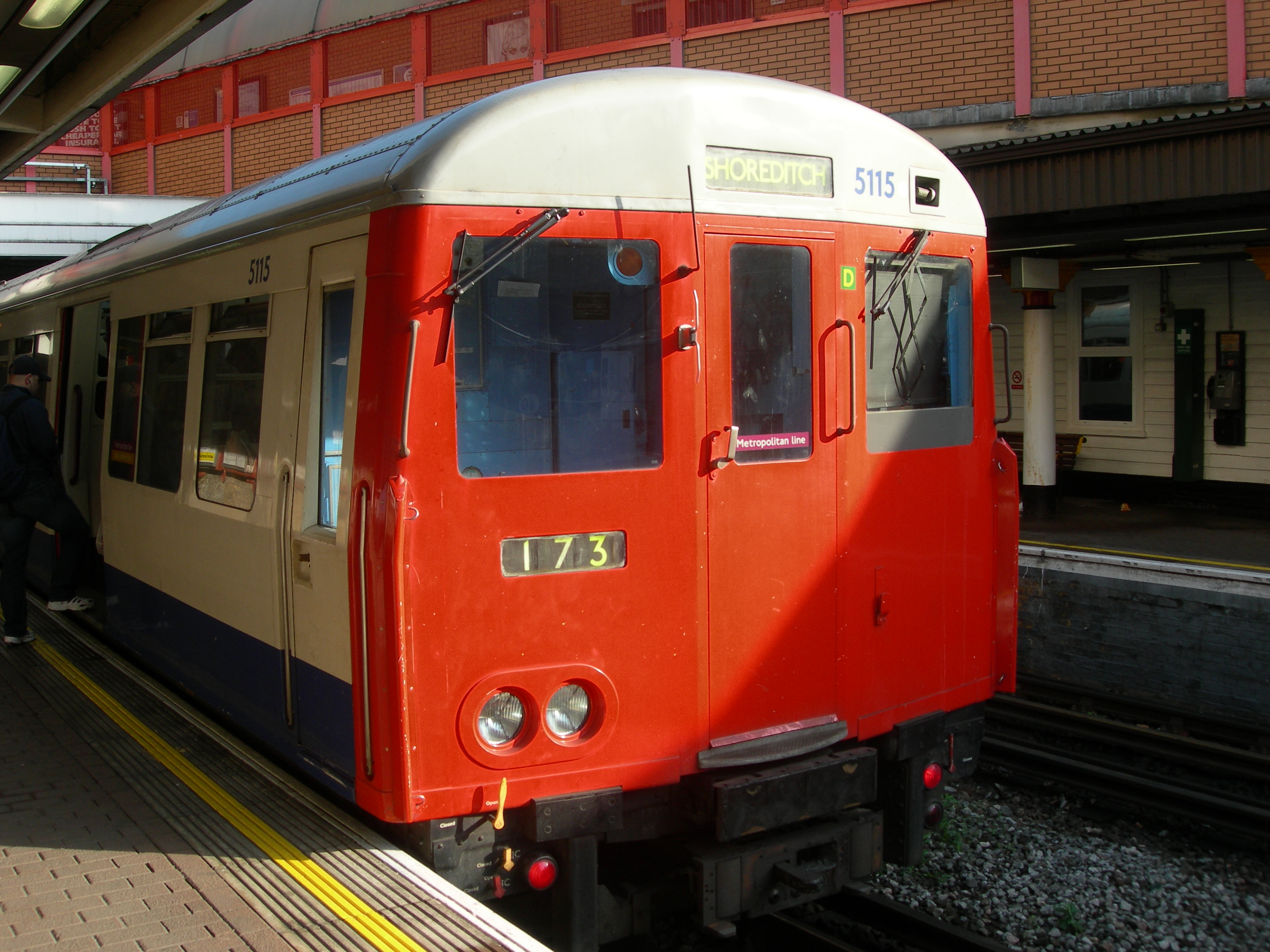
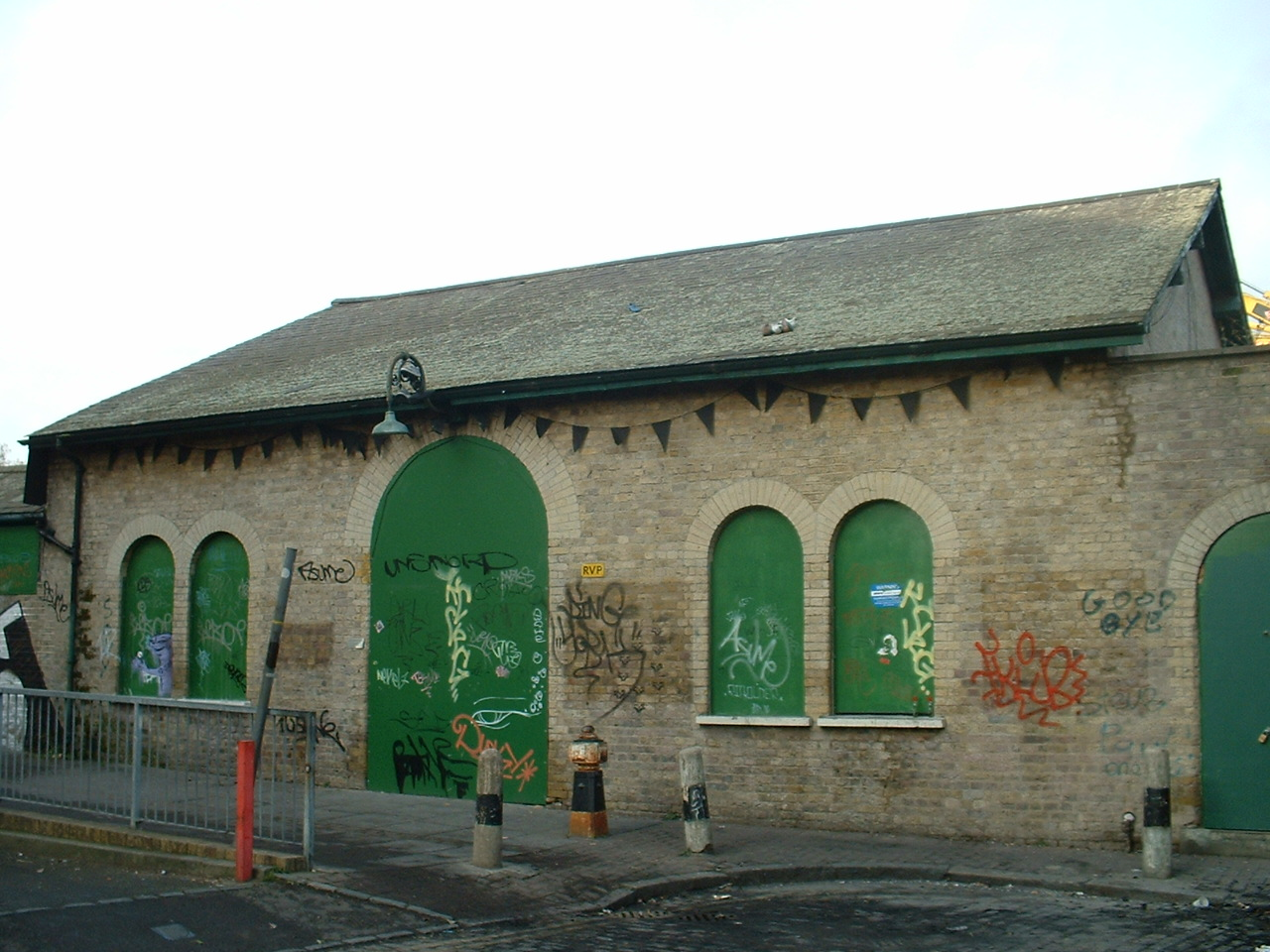
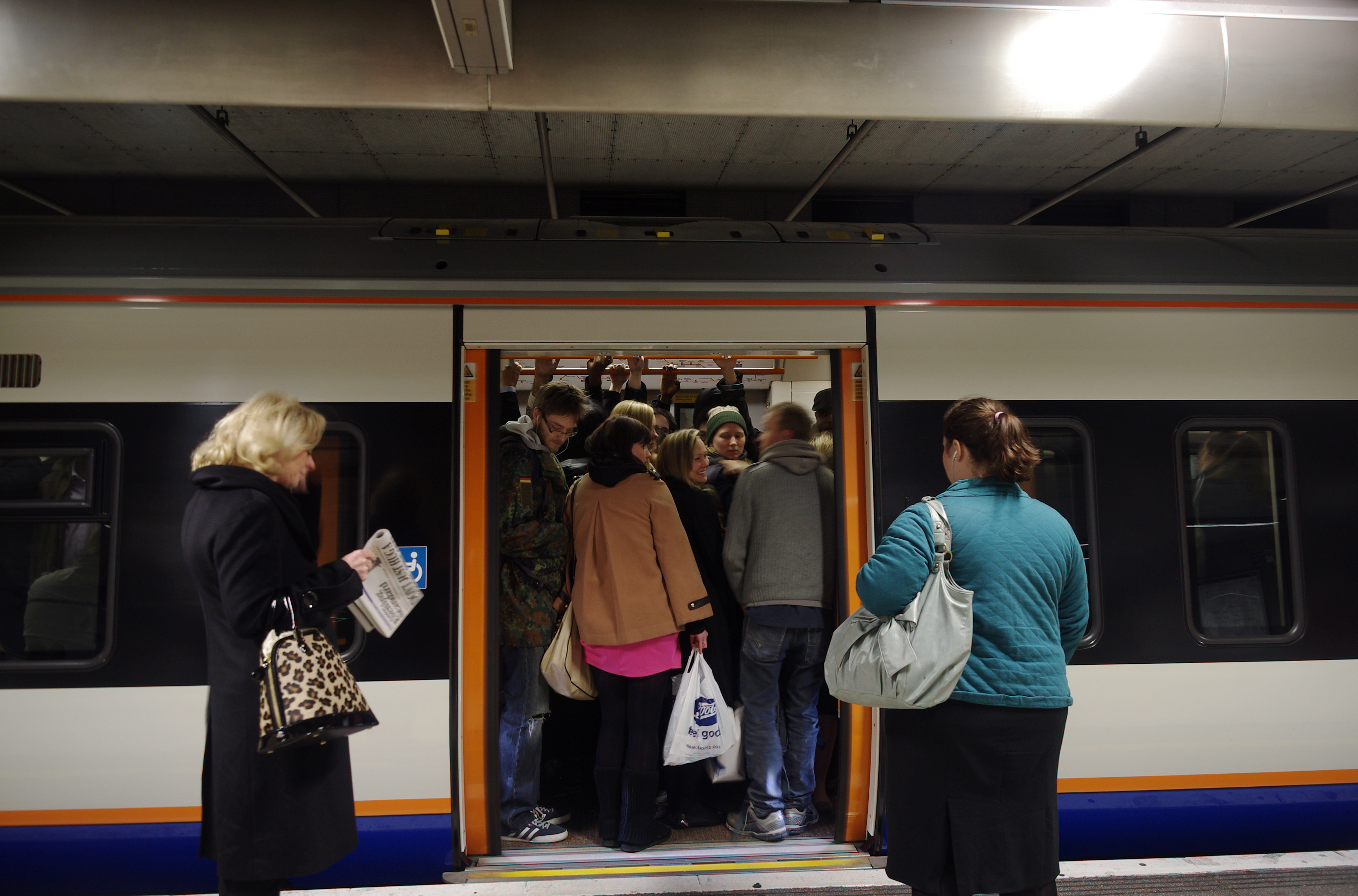